# Okrouhlá (kraj karlowarski)
Okrouhlá – wieś i gmina w Czechach, w powiecie Cheb, w kraju karlowarski. Według danych z dnia 1 stycznia 2012 liczyła 247 mieszkańców.